# أوبونكور -فوزيل
أوبونكور -فوزيل هي بلدية فرنسية تقع في إقليم الأردين في منطقة غراند إيست.   